# سفارة تركيا في ألبانيا
سفارة تركيا في ألبانيا هي أرفع تمثيل دبلوماسي لدولة تركيا لدى ألبانيا. تقع السفارة في تيرانا وهي تهدف لتعزيز المصالح التركية في ألبانيا.

## وصلات خارجية
- قائمة سفارات تركيا
- قائمة السفارات في ألبانيا